# U-1232
 U-1232  — немецкая подводная лодка типа IXC/40, времён Второй мировой войны.
Заказ на постройку субмарины был отдан 14 октября 1941 года. Лодка была заложена 14 апреля 1943 года на верфи судостроительной компании Дойче Верфт АГ, Гамбург, под строительным номером 395, спущена на воду 20 декабря 1943 года, 8 марта 1944 года под командованием капитана цур зее Курта Добраца вошла в состав учебной 31-й флотилии. 1 ноября 1944 года вошла в состав 33-й флотилии.
Командиры лодки:
- 8 марта 1944 года — 31 марта 1945 года капитан цур зее Курт Добрац.
- 1 апреля 1945 года — 27 апреля 1945 года оберлейтенант Гётц Рот.

Лодка совершила	один боевой поход, потопила 3 судна суммарным водоизмещением 17 355 брт, повредила одно судно (2 373 брт), одно судно (7 176 брт) повредила так, что оно не восстанавливалось. Исключена из состава боевых кораблей в Везермюнде в апреле 1945 года.